# Roda Antar
Roda Abdelhassan Antar (Freetown, 12 de setembro de 1980), mais conhecido como Roda Antar, é um ex-futebolista e técnico de futebol serra-leoense naturalizado libanês. Ex-capitão do Líbano, Antar marcou 20 gols pelo seu país como meio-campista.
Nascido em Freetown, Serra Leoa, Antar é descendente de libaneses por parte de pai. Ele representou o Líbano a nível internacional entre 1998 e 2016, jogando na Copa da Ásia de 2000, no Campeonato WAFF de 2000 e 2012 e na Copa das Nações Árabes de 1998 e 2002. Antar também participou das eliminatórias para os torneios da Copa do Mundo FIFA de 2002, 2006, 2010, 2014 e 2018.

## Carreira

### Tadamon Sour
Antar começou sua carreira em 1998, ao lado de seu irmão mais velho, Faisal Antar, no Tadamon Sour, do Campeonato Libanês, progredindo nas camadas jovens até o time titular. Ele estreou aos 17 anos durante a temporada 1998-99, marcando seu primeiro gol em abril, aos 27 minutos de uma vitória em casa por 3-1 contra o Safa. Antar marcou seu primeiro gol na temporada 1999-00 na quarta rodada no empate de 2 a 2 contra o Sagesse em outubro. Ele marcou quatro gols no campeonato nesta temporada, com Tadaman Sour conquistando o vice-campeonato na Copa da Federação Libanesa. Antar marcou seus primeiros gols na temporada 2000-01, dois gols, na vitória fora de casa por 4 a 1 contra o Al-Ansar em 10 de janeiro. Antar terminou a temporada 2000-01 marcando seis gols no campeonato.

### Hamburguer SV
Devido ao desempenho de Antar durante as eliminatórias para a Copa do Mundo FIFA de 2002 em 2001, o técnico da seleção libanesa, Theo Bücker, o ajudou na transferência para o Hamburger SV, da Bundesliga, emprestado pelo Tadamon Sour, clube do Campeonato Libanês. Antar fez sua primeira aparição na temporada 2001-02 da Bundesliga em um empate 1-1 fora de casa contra o 1860 Munique em 11 de agosto, onde Antar foi substituído em campo por Erik Meijer aos 86 minutos. Antar marcou seu primeiro gol na Bundesliga na vitória em casa por 3 a 1 contra o 1. FC Nürnberg, em 2 de março.
Durante sua estadia de dois anos no clube, o Hamburgo conquistaria a Copa da Liga Alemã de 2003, no entanto, depois de não conseguir se estabelecer no time do norte da Alemanha (depois de jogar na Regionalliga Nord pelo time reserva do Hamburgo na temporada 2002-03), optou pela transferência gratuita para o SC Freiburg.

### SC Freiburg
Antar foi trazido para Freiburg pelo técnico do time principal, Volker Finke, para a temporada 2003-04. Depois de uma lesão grave, Antar estreou em dezembro de 2003, quando marcou um hat-trick na vitória por 4 a 2 sobre o VfL Bochum. Durante sua passagem pelo Freiburg, Youssef Mohamad, companheiro na seleção libanesa, foi transferido para o clube.[carece de fontes?]

### 1. FC Köln

#### Temporada 2007-08
Em 2007, Antar e Mohamad foram transferidos para o 1. FC Köln, time da 2. Bundesliga, para a temporada 2007-08. Ele estreou pelo Köln na vitória fora de casa por 2 a 0 contra o FC St. Pauli em 10 de agosto. Antar marcou seu primeiro gol pelo Köln, um chute de bicicleta, na vitória em casa por 2 a 1 contra o SV Wehen Wiesbaden em 23 de março, o gol foi eleito o gol do mês. Em 4 de maio de 2008, Antar marcou o segundo gol do Köln na vitória por 3 a 1 em casa contra o 1899 Hoffenheim.[carece de fontes?] Aos 79 minutos de jogo, Antar levou um chute proposital no rosto do meio-campista do Hoffenheim Carlos Eduardo Marques, conforme confirmado por imagens de TV. O árbitro, Peter Gagelmann, não viu o incidente ocorrer, no entanto, a Federação Alemã fez investigações subsequentes antes de apresentar uma acusação que resultou na suspensão de Marques por vários jogos, o que o impediu de jogar em qualquer jogo oficial durante o período da temporada 2007-08. No penúltimo jogo da temporada 2007-08, Antar ajudou Köln a ser promovido de volta à Bundesliga, marcando uma dobradinha na vitória decisiva em casa por 2 a 0 contra o Mainz 05 em 11 de maio.[carece de fontes?]

#### Temporada 2008-09
Em fevereiro de 2009, ele deixou Köln após desentendimentos com o diretor esportivo do clube, Michael Meier, e com o técnico Christoph Daum. A questão estava sujeita ao compromisso de Antar com a equipa principal, onde falaram com Antar e seu conselheiro. A direção do clube ofereceu-lhe apoio e treinos individuais por se sentirem obrigados a cumprir o acordo contratual que vigorava inicialmente até 30 de junho de 2009, mas não foi possível contatá-lo depois de não ter comparecido aos treinos do clube. O agente de Antar afirmou ter ofertas do Japão, Rússia e China.

### Shandong Luneng Taishan
Em 16 de março de 2009, Antar assinou contrato com o chinês Shandong Luneng Taishan por uma taxa de transferência de 630 mil de libras esterlinas. Antar participou da Liga dos Campeões da AFC de 2010, onde o Shandong foi eliminado na fase de grupos.
No dia de abertura da temporada da Superliga Chinesa de 2012, Antar marcou aos 32 minutos do primeiro tempo para dar ao Shandong a vantagem na derrota fora de casa por 2 a 1 contra o Guizhou Renhe em 10 de março.
Em 30 de novembro de 2012, foi relatado que o Beijing Guoan, clube da Super League chinesa, estava observando Antar, pois seu contrato com o Shandong Luneng estava prestes a expirar e seu contrato não foi renovado.[carece de fontes?]

### Jiangsu Sainty
Em dezembro de 2013, Antar afirmou que havia concordado com os termos do Jiangsu Sainty e deixaria o Shandong Luneng em 31 de dezembro de 2013 para se tornar parte do time do Jiangsu Sainty em janeiro de 2014. Vestindo a camisa 6, Antar estreou pelo Jiangsu Sainty na primeira rodada da Superliga Chinesa de 2014, na vitória em casa por 1 a 0 contra o Guizhou Renhe em 8 de março, jogando 90 minutos completos de partida.

### Hangzhou Greentown
Em 16 de janeiro de 2015, Antar foi transferido para o Hangzhou Greentown, também da Superliga Chinesa. Em 20 de junho de 2015, Antar marcou pela primeira vez contra seu ex-time Jiangsu Sainty com um voleio aos 87 minutos para empatar o jogo antes que seu companheiro de equipe Xie Pengfei marcasse dois minutos depois para vencer o jogo por 2–1.

## Carreira internacional
Antar foi convocado para a seleção do Líbano aos 18 anos, fazendo duas partidas na Copa das Nações Árabes de 1998. Ele marcou seu primeiro gol na vitória por 2 a 0 no Campeonato WAFF de 2000 contra o Quirguistão em 25 de maio de 2000. Ele então marcou mais dois gols pelo Líbano naquele mesmo ano em amistosos contra Kuwait (25 de junho) e Omã (8 de agosto). Em 2001, Antar marcou seis vezes pelo Líbano, alcançando nove gols internacionais, onde marcou uma vez na vitória amistosa por 3 a 0 contra as Filipinas e mais cinco gols durante as eliminatórias para a Copa do Mundo FIFA de 2002. Antar marcou seu primeiro hat-trick pela seleção nacional durante a Copa das Nações Árabes de 2002, na vitória por 4 a 2 contra o Iêmen, em 24 de dezembro de 2002. Seu hat-trick o levou a um total de 12 gols pela seleção nacional. Em 25 de março de 2013, Antar anunciou sua aposentadoria do futebol internacional, citando que as viagens constantes de longa distância o deixaram fisicamente cansado e exausto. No final de outubro de 2013, Antar anunciou seu retorno à seleção nacional. Durante a última partida de qualificação da Copa da Ásia de 2015 contra a seleção tailandesa de futebol em 5 de março de 2014, Antar marcou o quinto gol do Líbano na vitória fora de casa por 5 a 2. O gol elevou sua contagem para 19 gols da seleção nacional, tornando-o artilheiro conjunto, com Wartan Ghazarian, da seleção do Líbano.

### Copa da Ásia de 2000
Antar foi escolhido pelo técnico Josip Skoblar para a seleção de 23 jogadores do Líbano para a campanha da Copa da Ásia de 2000, onde Antar recebeu a camisa 20. Tanto Antar quanto seu irmão Faisal foram selecionados para o Líbano, e Antar também foi um dos cinco jogadores sub-21 selecionados para a seleção. Antar jogou a primeira partida do Líbano na fase de grupos, uma derrota por 4 a 0 contra o Irã em 12 de outubro. Antar foi substituído fora de campo por Moussa Hojeij aos 65 minutos. Antar então participou do empate de 2 a 2 do Líbano contra o Iraque em 15 de outubro, quando foi substituído em campo por Michael Reda aos 47 minutos. Antar então jogou no empate de 1 a 1 do Líbano contra a Tailândia em 18 de outubro, quando foi novamente substituído em campo por Jamal Taha aos 63 minutos. O Líbano foi eliminado do torneio após obter dois pontos, terminando na última posição do Grupo A.

### Eliminatórias para a Copa do Mundo FIFA de 2002
Sob o comando do técnico alemão Theo Bücker, Antar desempenhou um papel vital para o Líbano durante as eliminatórias da primeira fase para a Copa do Mundo FIFA de 2002, marcando cinco gols em cinco partidas. Na partida de abertura do Líbano, ele jogou 90 minutos completos na vitória por 6 a 0 contra o Paquistão em 13 de maio de 2001. Antar então marcou dois gols na vitória do Líbano por 4 a 0 contra o Sri Lanka em 15 de maio de 2001. Dois dias depois, Antar marcou para o Líbano aos 9 minutos, dando-lhes uma vantagem de 1 a 0 contra a Tailândia em 17 de maio de 2001. A Tailândia marcou dois gols antes do intervalo para vencer a partida por 2 a 1. Em 26 de maio de 2001, Antar marcou outra dobradinha na vitória do Líbano por 8-1 contra o Paquistão. Em 30 de maio de 2001, Antar jogou 90 minutos completos do empate de 2 a 2 do Líbano contra a Tailândia.

### Eliminatórias para a Copa do Mundo FIFA de 2006
Antar foi nomeado capitão em 2004 para as eliminatórias da segunda fase da Copa do Mundo FIFA de 2006, marcando três gols em quatro partidas. Ele perdeu a primeira partida do Líbano contra a Coreia do Sul, uma derrota por 2 a 0 em 18 de fevereiro de 2004, devido a um problema de visto. Em 31 de março de 2004, Antar jogou sua primeira partida da campanha de qualificação, uma vitória fora de casa por 2 a 0 contra o Vietnã, onde Antar marcou o primeiro gol do Líbano na partida aos 83 minutos. Em 9 de junho de 2004, Antar marcou na vitória do Líbano por 3 a 0 em casa contra as Maldivas. Antar marcou novamente para o Líbano na vitória fora de casa por 5–2 contra as Maldivas, em Malé, em 8 de setembro de 2004. Em 13 de outubro de 2004, Antar jogou 90 minutos completos do empate em casa de 1 a 1 do Líbano contra a Coreia do Sul.

### Eliminatórias para a Copa do Mundo FIFA de 2010
Antar participou de duas partidas de qualificação para a Copa do Mundo FIFA de 2010 pelo Líbano. Eles foram sorteados no play-off da primeira rodada contra a Índia, onde Antar marcou na vitória do Líbano por 4 a 0 na primeira mão, em 8 de outubro de 2007. Após um empate em 2 a 2 na segunda mão em 30 de outubro de 2007, o Líbano avançou para a próxima rodada das eliminatórias. Antar então jogou 90 minutos completos da terceira rodada das eliminatórias do Líbano contra o Uzbequistão, uma derrota em casa por 1 a 0 em 6 de fevereiro de 2008.

### Eliminatórias para a Copa do Mundo FIFA de 2014

#### Terceira rodada
Após um ano de ausência devido à aposentadoria internacional, Antar saiu da aposentadoria para jogar sob o comando do ex-técnico, Theo Bücker, pela terceira rodada da AFC da campanha de qualificação para a Copa do Mundo FIFA de 2014. Tendo perdido a partida de abertura da fase de grupos do Líbano contra a Coreia do Sul em Goyang devido a um problema de visto, Antar foi nomeado capitão por Bücker em sua primeira aparição, onde ajudou o Líbano a uma vitória em casa por 3-1 contra os Emirados Árabes Unidos em 6 de setembro de 2011. Antar ajudou Akram Moghrabi a marcar o segundo gol do Líbano e marcou o terceiro gol de cabeça aos 83 minutos. Antar foi então eleito o melhor em campo. Durante a terceira partida da fase de grupos do Líbano, em 11 de outubro de 2011, o Líbano empatou em 2–2 com o Kuwait diante de aproximadamente 32.000 torcedores em Beirute. Em 15 de novembro de 2011, o Líbano derrotou a Coreia do Sul por 2–1 em Beirute. O Líbano assumiu a liderança aos 4 minutos, quando o chute de Antar foi bloqueado e desviado por Ali Al Saadi. O segundo gol veio aos 30 minutos do primeiro tempo, quando Abbas Ali Atwi converteu um pênalti. Antar inspirou o Líbano a uma vitória histórica e animada, registrando a primeira vitória do Líbano sobre a Coreia do Sul, e foi fundamental nas últimas quatro eliminatórias do Líbano, ao obter dez pontos para dividir a primeira posição do seu grupo com a Coreia do Sul. O resultado de 2 a 1 mandou os dois times para a quarta rodada das eliminatórias. Foi depois desta vitória que o atacante libanês Mahmoud El Ali elogiou o desempenho de Antar e o quanto a sua presença ajudou o Líbano. Antar recebeu seu segundo cartão amarelo na terceira rodada contra a Coreia do Sul e, portanto, não participou da derrota fora de casa do Líbano por 4 a 2 contra os Emirados Árabes Unidos em 29 de fevereiro de 2012.

#### Quarta rodada
Durante a quarta partida da fase de grupos do Líbano na quarta rodada, em 11 de setembro de 2012, Antar marcou aos 27 minutos da partida para dar ao Líbano uma vitória por 1 a 0 contra o Irã. Antar marcou aos 27 minutos, de cabeça na cobrança de falta de Mohamad Haidar, no retorno ao time, depois de ter perdido os três primeiros jogos devido a lesão. A vigorosa vitória não apenas marcou o primeiro gol do Líbano, mas também sua primeira vitória contra o Irã, encerrando a invencibilidade de 13 partidas dos iranianos nas eliminatórias. Em outubro de 2011, foi noticiado que Antar elogiou a seleção libanesa pelos resultados e afirmou que foi a melhor seleção de sua história. Ele também indicou que sua função de capitão era mais um trabalho do que uma responsabilidade e que era seu dever fazer bem o seu trabalho e tentar vencer partidas ao lado de seus companheiros.

### Eliminatórias para a Copa do Mundo FIFA de 2018
Em 12 de novembro de 2015, Antar marcou seu 20º gol internacional pelo Líbano na vitória em casa por 7 a 0 contra o Laos durante uma partida de qualificação para a Copa do Mundo FIFA de 2018. Antar comemorou o gol mostrando duas vezes dez dedos e também apontou para o número 20 em sua camisa para indicar que havia marcado 20 gols pela seleção nacional.
Durante uma conferência de imprensa em 31 de março de 2016, Antar anunciou que se aposentaria do futebol internacional após a partida do Líbano pelas eliminatórias para a Copa do Mundo da FIFA de 2018 contra Mianmar. Antar encerrou sua carreira internacional com 20 gols em 65 partidas.

## Carreira gerencial

### Racing Beirut
Em junho de 2017, Antar foi nomeado técnico do clube libanês Racing Beirut. Depois de dois anos na Campeonato Libanês com o clube, em 25 de abril de 2019, Antar foi suspenso por um ano pela Associação Libanesa de Futebol ao atacar o árbitro no último jogo do campeonato, em uma batalha de rebaixamento contra o AC Tripoli, que perdeu 1–0.[carece de fontes?]

### Líbano Sub-23
Em 12 de agosto de 2020, Antar foi nomeado técnico da seleção libanesa sub-23.

### Ahed
Em 28 de setembro de 2020, Ahed anunciou que Antar se tornou o treinador principal do clube. Em 3 de janeiro de 2021, Antar apresentou a sua demissão; na primeira fase da temporada 2020-21, Ahed venceu quatro jogos, empatou cinco e perdeu dois.

## Vida pessoal
Antar fala árabe, alemão, inglês e chinês.

## Títulos
Os títulos que Antar conquistou são:[carece de fontes?]
- Copa da Alemanha - 2003 (pelo Hamburger SV)
- Super Liga Chinesa: 2011